# Cargo Pond
Cargo Pond är en sjö i Antarktis. Den ligger i Östantarktis. Nya Zeeland gör anspråk på området. Cargo Pond ligger 1 256 meter över havet.